# Борика (Софийская область)

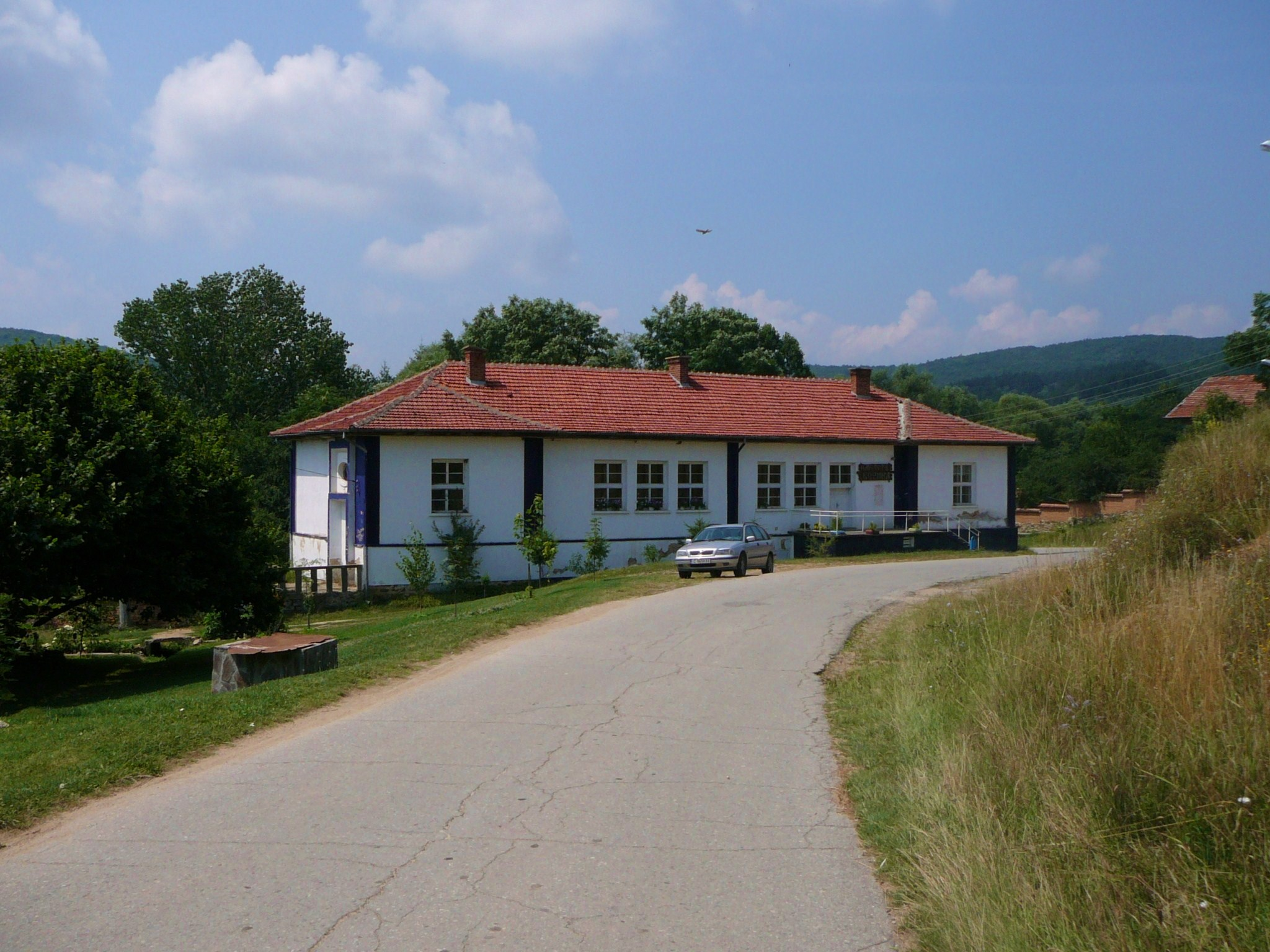
Село Борика, Болгария.

Борика (болг. Борика) — село в Болгарии. Находится в Софийской области, входит в общину Ихтиман. Население составляет 87 человек.

## Политическая ситуация
Кмет (мэр) общины Ихтиман — Маргарита Иванова Петкова (Болгарская социалистическая партия (БСП)) по результатам выборов.